# Castello di San Girolamo
Il castello di San Girolamo, situato nei dintorni della città umbra di Narni, è un antico convento francescano di cui oggi non rimane altro che la chiesa, la base del campanile e pochi altri elementi incorporati nell'odierna costruzione risalente al XIX secolo.

## Storia
Un primo edificio appartenne alle monache benedettine dal secolo XII - XIII fino al 1413 circa. Fu poi trasformato in palazzo dalla famiglia Capococcia, che ne alterò alcune parti cancellando anche le pitture. Il cardinale Berardo Eroli nel 1471 lo ristrutturò con magnificenza per donarlo ai frati minori come convento. I frati francescani vi rimasero per quattro secoli.
Dopo le leggi eversive del 1866-1867 il convento passò in proprietà al Municipio. Tutti i suoi beni mobili, compreso il coro, furono venduti all'asta. Nel 1896 fu acquistato dal conte di Valbranca che lo trasformò nello stato attuale per farne la residenza della figlia Enrica dei conti Weiss di Valbranca (1880-1947), andata sposa al principe Luigi Alfonso di Borbone-Due Sicilie conte di Roccaguglielma (1873-1940).
In fondo all'abside si trova una grande tela che ritrae San Girolamo. Sostituisce la celebre pala Incoronazione della Vergine di Narni del Ghirlandaio, commissionata per questa chiesa dal cardinale Berardo Eroli attorno al 1486 e qui rimasta fino al 1871; dopo essere stata conservata per anni al Palazzo Comunale di Narni si trova oggi nel Museo Eroli. Anche gli affreschi non sono più presenti: distaccati al momento dei restauri e riportati su tela, sono conservati altrove.
Nel periodo che va dagli anni venti/trenta agli anni sessanta/settanta è stato residenza degli allievi e dei padri Missionari del Sacro Cuore di Gesù, istituto religioso che ha la sede italiana in Roma in Corso del Rinascimento e che si occupa di attività missionarie nel mondo. Il collegio/seminario ha formato parecchi giovani, alcuni diventati poi sacerdoti e missionari. Tra gli ultimi giovani ospitati è da evidenziare il cantautore Rino Gaetano.

## Stato attuale
Dopo il ritiro dei missionari dal castello, l'edificio ha conosciuto un periodo di degrado ed abbandono.
Nel dicembre 2010 il Comune di Narni ha ceduto l'immobile. Gli acquirenti, tra i quali spicca l'Istituto Diocesano Sostentamento del Clero del luogo, hanno progettato di destinarlo a struttura ricettiva a quattro stelle a vocazione principalmente religiosa senza però escludere quella sportiva, culturale e didattica.